# Bavélien
L'étage géologique Bavélien est un super-étage de la série du Pléistocène, pour la période de 1,07 Ma à 850 ka. Il vient après le Ménapien et précède le Cromérien. 
| Subdivisions lithostratigraphiques | Équivalent alpin               | Équivalent nordique        | Climat | Chronologie isotopique | Biozone des mammifères, |
| Tubantien                          | Würmien                        | Vistulien                  | Froid  | SIO 4-2 ou SIO 5d-2    | MNQ 26                  |
| Eémien                             | Interglaciaire Riss-Würm       | Eémien                     | Chaud  | SIO 5e                 | MNQ 25                  |
| Drenthien                          | Glaciation de Riss             | Saalien                    | Froid  | SIO 10-6 ou SIO 8-6    | MNQ 22-24               |
| Needien                            | Interglaciaire Mindel-Riss     | Holsteinien                | Chaud  | SIO 11                 | MNQ 22                  |
| Taxandrien                         | Glaciation de Mindel           | Elstérien (ou « Günz II ») | Froid  | SIO 10 ou SIO 12       | MNQ 22                  |
| Cromérien                          | Interglaciaire de Günz I et II | Cromérien                  | Chaud  | SIO 21-13              | MNQ 21                  |
| Ménapien                           | Glaciation de Günz             | Ménapien et Bavélien       | Froid  | SIO 32-24 et SIO 22-16 | MNQ 20                  |
| Waalien                            | Interglaciaire Donau-Günz      | Waalien                    | Chaud  |                        | MNQ 19                  |
| -                                  | Glaciation de Donau            | Éburonien                  | Froid  | SIO 28-26              |                         |
| Tiglien                            | Interglaciaire Biber-Donau     | Tiglien                    | Chaud  |                        |                         |
| Amstélien (nl)                     | Glaciation de Biber            | Prétiglien                 | Froid  | SIO 68-66 ou SIO 50-40 | MNQ 18                  |
| ---------------------------------- | ------------------------------ | -------------------------- | ------ | ---------------------- | ----------------------- |